# Ture Jerkeman
Fritz Ture Jerker Jerkeman, född 27 oktober 1912 i Hakarps församling, Jönköpings län, död 14 augusti 2001 i Hägerstens församling, Stockholm, var en svensk silversmed och skulptör.
Jerkeman var son till symaskinsarbetaren Fritz Gustafsson och Hulda Magnusdotter, bror till Ingvar Jerkeman och från 1939 gift med Ingrid Dahlström. Han utbildade sig till silversmed vid Tekniska skolan 1932–1936 och var elev vid Kungliga Konsthögskolan 1941–1946. Med stipendium från Kommerskollegiet och Slöjdföreningen genomförde han en studieresa till Tyskland 1938. Han arbetade i huvudsak med kyrkliga arbeten i metall och sten. Bland hans arbeten märks krucifixen i Söderåkra kyrka och Skultuna kyrka, ett altarkors i ciselerat silver för Sorunda kyrka, en dopfunt i Järsnäs kyrka och en triptyk för Åls kyrka. Han var representerad i utställningen Nutida religiös konst som visades i Uppsala 1950.